# 世纪广场 (浦东新区)

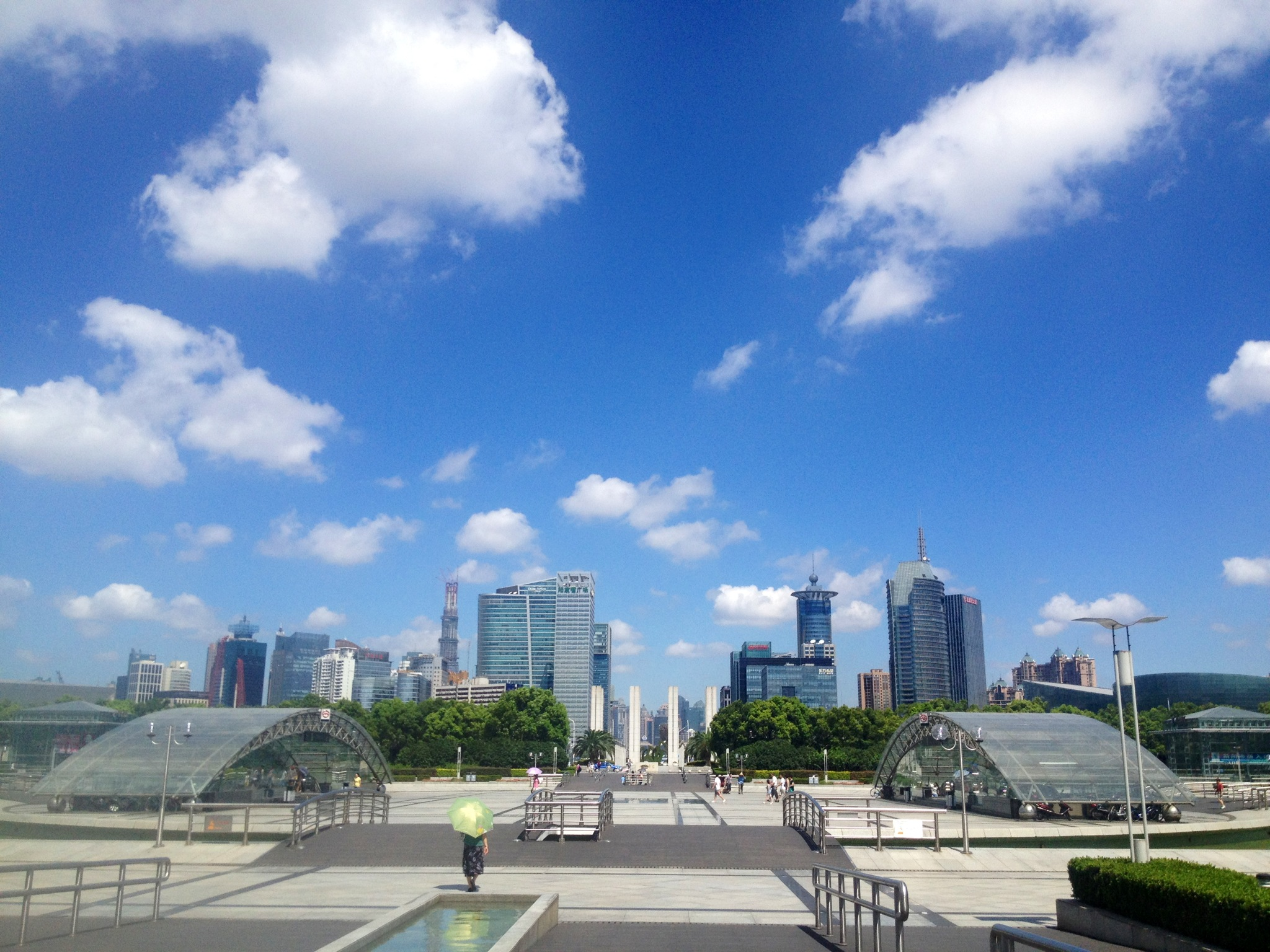
上海世纪广场

世纪广场是上海市的著名地标之一，位于上海世纪大道南道上世纪公园前端。

## 特色
世纪广场最为出名的便是上海唯一的日晷雕塑，名为“东方之光”，它花费了24吨槽钢构成，形成了400多平方米的台架，不锈钢管的用量有6000多米长。他面向陆家嘴，巧妙的将世纪大道与世纪公园结合起来，并与上海科技馆遥相呼应。